# Marco Malagò
Marco Malagò (né le 30 décembre 1978 à Venise) est un footballeur italien, évoluant au poste de défenseur ; il mesure 1,83 m pour 75 kg.

## Clubs
- 1995-1997 :  Venezia Calcio (6 matchs, 0 but)
- 1997-1999 :  Cosenza Calcio 1914 (52 matchs, 2 buts)
- 1999-2003 :  Genoa CFC (112 matchs, 6 buts)
- 2003-Jan.2010 :  Chievo Vérone (94 matchs, 1 but)
- Jan.-Juin 2010 :  AC Sienne (6 maths, 0 but)
- 2010-2011 :  Triestina